# John Oliver (Bischof)
John Keith Oliver (* 14. April 1935) ist ein britischer anglikanischer Theologe. Er war von 1990 bis 2003 Bischof von Hereford in der Church of England.
Oliver wurde als Sohn von Walter und Ivy Oliver geboren. Er besuchte die Westminster School und studierte am Gonville and Caius College der University of Cambridge. Dort schloss er 1959 mit einem Master of Arts im Fach Theologie ab. Seine Priesterlaufbahn begann er von 1964 bis 1968 als Vikar (Curate) in der Gemeinde Hilborough in der Nähe von Norfolk in der Grafschaft Suffolk; dort war er für mehrere Gemeinden zuständig. Anschließend war er von 1968 bis 1972 Kaplan (Chaplain) und Lehrer (Assistant Master) am Eton College. Von 1973 bis 1982 war er Pfarrer (Team Rector) in dem Dorf South Molton in der Grafschaft Devon. Von 1974 bis 1980 übte er dort auch das Amt des Landdekans (Rural Dean) aus. Von 1982 bis 1986 war er Pfarrer einer Innenstadtgemeinde in Exeter. Von 1985 bis 1990 wirkte er als Archidiakon von Sherborne (Archdeacon of Sherborne). Gleichzeitig war er in diesem Zeitraum Kanoniker (Canon; Domherr) an der Salisbury Cathedral. 1985 wurde er Rector (Priest-in-charge; Pfarrer) von West Stafford in der Grafschaft Dorset. 1990 wurde er zum Bischof geweiht. Er wurde 1990, als Nachfolger von John Eastaugh, Bischof von Hereford in der Church of England. 2003 ging er in den Ruhestand. Seine Nachfolger als Bischof von Hereford wurde Anthony Priddis. Nach seinem Ruhestand wirkt er seit 2004 als ehrenamtlicher Hilfsbischof (Honorary Assistant Bishop) in der Diözese Swansea und Brecon.
Oliver war von 1993 bis 1998 Vorsitzender (Chairman) des Church of England’s Advisory Board of Ministry und Vorsitzender (Chairman) des Rural Support Network in den West Midlands (2003–2007). Oliver gehörte zu den Befürwortern einer Legalisierung des Konsums von Cannabis; dies sorgte in Großbritannien für Aufsehen.
Im September 1961 heiratete er Meriel Edith Milicent Moore, die Tochter von Sir Alan Hilary Moore, 2. Baronet Moore und dessen Ehefrau Hilda Mary Burrows. Aus der Ehe gingen drei Kinder hervor, zwei Söhne und eine Tochter. Seine Tochter Mary starb 2002 im Alter von 31 Jahren an den Folgen einer Alkoholvergiftung. Zu seinen Hobbys gehören Eisenbahnen, Musik, Architektur, Spazierengehen und Motorradfahren.

## Mitgliedschaft im House of Lords
Oliver gehörte in seiner Eigenschaft als Bischof von Hereford von September 1996 bis Ende November 2003 bis zu seinem Ruhestand als Bischof von Hereford als Geistlicher Lord dem House of Lords an.
Im Hansard sind insgesamt 208 Wortbeiträge Olivers aus den Jahren von 1997 bis 2003 dokumentiert. Olivers erste im Hansard dokumentierte Wortmeldung war am 13. Februar 1997 im Rahmen einer Debatte über die Errichtung und Förderung von Windkraftanlagen. Am 27. November 2003 meldete er sich während seiner Amtszeit im House of Lords mit einer kurzen Frage zum Klimawandel zuletzt zu Wort.